# Croton deserticola
Croton deserticola là một loài thực vật có hoa trong họ Đại kích. Loài này được Steyerm. mô tả khoa học đầu tiên năm 1952.